# Hjorteds socken
Hjorteds socken i Småland ingick i Södra Tjusts härad, ingår sedan 1971 i Västerviks kommun i Kalmar län och motsvarar från 2016 Hjorteds distrikt.
Socknens areal är 306,56 kvadratkilometer, varav land 282,01. År 2000 fanns här 1 508 invånare. Tätorten Totebo samt tätorten Hjorted med sockenkyrkan Hjorteds kyrka ligger i socknen. 

## Administrativ historik
Hjorteds socken har medeltida ursprung.  
4 november 1884 överfördes Hjortedsdelen av Ankarsrums bruk till Hallingebergs socken.
Vid kommunreformen 1862 övergick socknens ansvar för de kyrkliga frågorna till Hjorteds församling och för de borgerliga frågorna till Hjorteds landskommun, som 1971 uppgick i Västerviks  kommun. 1976 överfördes till Misterhults socken (församling) ett område omfattande fastigheterna Bjurvik 1:5 - 1:33, Kappemåla 1:1 och 2:1, Mörtfors 1:1 samt Solbacken 1:1 och 1:2 jämte härtill hörande vattenområden i Mörtfors ström, även benämnd Marströmmen.
1 januari 2016 inrättades distriktet Hjorted, med samma omfattning som församlingen hade 1999/2000. 
Socknen har tillhört samma fögderier och domsagor som Södra Tjusts härad. De indelta soldaterna tillhörde Andra livgrenadjärregementet, Tjusts kompani. De nio indelta båtsmännen tillhörde Tjusts båtsmanskompani.

## Geografi och natur
Hjorteds socken ligger sydväst om Västervik kring Botorpsströmmens övre lopp med sjön Yxern på gränsen i nordväst. Socknen är en kuperad skogstrakt med talrika småsjöar. Yxern delas med Frödinge och Locknevi socknar i Vimmerby kommun. Andra betydande insjöar är Långsjön som delas med Hallingebergs och Blackstads socknar i Västerviks kommun, Storsjön, Hjorten, Skrikgallen, Gissjön och Tällsjön.
Det finns två naturreservat i socknen: Blankaviken och Västra Marströmmen är båda kommunala naturreservat.
Sätesgårdar var Falsterbo bruk, Bjurviks herrgård, Totebo herrgård (brunnen 1951), Blanka herrgård och Hjorteds säteri.
I Getterum fanns förr ett gästgiveri.

## Fornlämningar
Kända från socknen är ett flertal gravrösen med stensättningar från bronsåldern samt två fornborg från järnåldern. Två offerkällor, Sankt Annas och Sankt Pers, är kända.

## Befolkningsutveckling
Befolkningen ökade från 2 365 1810 till 4 249 1880 varefter den med någon variation minskade stadigt till 1 659 1990.

## Namnet
Namnet (1400 Hiorthedhe) kommer från en gård vid kyrkbyn. Förleden är från sjön Hjorten, som i sin tur baseras på ordet hjort. Efterleden är ed, 'passage mellan vatten'. Gården och kyrkan ligger på ett ed mellan sjön Hjorten och Långsjön.